# Fritz Neuhäußer
Fritz Neuhäußer (* 13. Mai 1877 in Radeberg; † 29. April 1939 in Bielefeld) war ein deutscher Jurist und langjähriger Bürgermeister der ostwestfälischen Stadt Bad Oeynhausen.

## Leben und Wirken
Fritz Neuhäußer wurde am 13. Mai 1877 in Radeberg als Sohn von Franz Neuhäußer, Zahlmeister in der Sächsischen Armee (in der in Radeberg stationierten Garnison „Königl. Sächs. Brigade Reiter Artillerie“), und seiner Ehefrau Felicie Sidonie Margaretha, geb. Kirsten, geboren. Nach der Bürgerschule in Dresden besuchte er von 1887 bis 1893 das Protestantische Gymnasium in Straßburg bis zum Einjährigen-Examen und danach  das Thomasgymnasium in Leipzig, wo er 1896 die Reifeprüfung ablegte. Seinen einjährigen Militärdienst leistete er danach in Leipzig ab.
Von 1897 bis 1900 studierte er an den Universitäten Leipzig und München Rechtswissenschaft und Volkswirtschaft und legte im Juli 1900 in Leipzig die erste Staatsprüfung mit der Note „gut“ ab; die Zweite Staatsprüfung folgte im Jahre 1903. Danach trat er als Assessor in das Polizeiamt Leipzig ein und wurde 1905 Ratsassessor im Baupolizeiamt in Chemnitz. 1906 promovierte er in Leipzig „cum laude“ zum Doktor der Rechtswissenschaft. Im gleichen Jahre heiratete er Dora Esch, mit der er eine Tochter und einen Sohn bekam.
Seit Mai 1907 bekleidete Fritz Neuhäußer das Amt des Bürgermeisters der Stadt Bad Oeynhausen, die zu dieser Zeit zum Königreich Preußen gehörte. Im Dezember 1910 wurde er zusätzlich Mitglied im Kreistag des Kreises Minden und im Juli 1911 Aufsichtsrat des Elektrizitätswerk Minden-Ravensberg (EMR). Im Ersten Weltkrieg leistete er von August 1914 bis Mai 1916 Kriegsdienst in der Königlich Sächsischen Armee, zuletzt im Dienstgrad eines Hauptmanns. Während seiner Abwesenheit von Bad Oeynhausen wurden die Amtsgeschäfte von seinem Stellvertreter, dem Beigeordneten Paul Baehr geführt. Im Mai 1918 wurde Neuhäußer für eine weitere zwölfjährige Amtszeit wiedergewählt, eine dritte Wiederwahl erfolgte im Jahre 1930.
Nach dem Tod seiner ersten Frau Dora im Jahre 1923 heiratete er 1927 seine zweite Ehefrau Hildegard Soest (1890–1981); diese Ehe blieb kinderlos. Während der Weimarer Republik trat er der rechtsliberalen DVP bei; sein Amtsverständnis war dennoch nicht parteipolitisch geprägt.
Nach der „Machtergreifung“ wurde er von der NSDAP im Amt gelassen. Er selbst beantragte jedoch, nachdem er viele Jahre lang mit gesundheitlichen Problemen zu kämpfen hatte, im Sommer 1933 seine vorzeitige Pensionierung, die ihm am 1. Oktober 1933 gewährt wurde. Sein Antrag vom März 1934, wieder in das Amt als Bürgermeister eingesetzt zu werden, wurde vom Mindener Regierungspräsidenten Adolf von Oeynhausen abgelehnt. Im November 1934 wurde Neuhäußer reaktiviert und als Finanzprüfer beim Gemeindeprüfungsamt des Regierungsbezirkes Minden eingesetzt.
Fritz Neuhäußer starb am 29. April 1939 im Städtischen Krankenhaus Bielefeld an einer Herzerkrankung. Im Jahre 1953 wurde in Bad Oeynhausen die Dr. Neuhäußer-Straße nach ihm benannt.

## Auszeichnungen
- Eisernes Kreuz
- Ritterkreuz des sächsischen Albrechtsordens 1. Klasse